# 1996年夏季残疾人奥林匹克运动会克罗地亚代表团
1996年夏季残疾人奥林匹克运动会克罗地亚代表团是克罗地亚派出的1996年夏季残疾人奥林匹克运动会代表团。未获得奖牌。